# شارلوته روبرتس
شارلوته روبرتس (بالإنجليزية: Charlotte Roberts)‏ هي عالمة الإنسان بريطانية، ولدت في 25 مايو 1957 في هاروغيت في المملكة المتحدة.

## النشأة والتعليم
ولدت روبرتس في 25 حزيران عام 1957 في هاروغت، غرب يوركشاير، انجلترا. تدربت كممرضة في مستشفى جامعة القديس جيمس في ليدز، لتصبح ممرضة مسجلة في الدولة في عام 1978. ثم عملت كممرضة في طاقم في وحدة الحروق في مستشفى سانت لورانس، تشيبستو.
في عام 1979 تركت روبرتس مهنتها كممرضة واجتازت اختبار دخول جامعة ليستر لدراسة علم الآثار. تخرجت عام 1982 بدرجة البكالوريوس في الآداب. كانت تنوي في الأصل العودة إلى التمريض بعد الانتهاء من دراستها، لكنها استمرت في دراسة علم الآثار. من 1982 إلى 1983، درست الآثار البيئية والاقتصاد القديم في جامعة شيفيلد، وتخرجت بدرجة الماجستير في الآداب (MA). أجرت أبحاثاً عليا في علم الآثار البيولوجي وعلم الآثار والتاريخ الطبي وعلم الأمراض القديمة على أساس دوام جزئي في جامعة برادفورد، وأكملت شهادة الدكتوراه في الفلسفة عام 1988. كانت أطروحتها: «الرض ومعالجته في العصور البريطانية القديمة: دراسة الآثار العظمية للملامح الماكروسكوبية والإشعاعية لكسور العظام الطويلة من الفترة التاريخية مع دراسة مقارنة للأشعة السريرية (1988)».

## المهنة الأكاديمية
منذ عام 1983 وحتى عام 1988، كانت روبرتس باحثة مساعدة في جامعة برادفورد «في مشروع يركز على الرفات البشرية». وعينت محاضرة في علم الأمراض القديمة في عام 1989 وكانت المحاضرة الأكبر سناً في الأنثروبولوجيا الطبية (علم الإنسان) في عام 1994. في عام 2000، انتقلت إلى جامعة دورام حيث تم تعيينها محاضرة في علم الآثار. وعينت أستاذة في علم الآثار عام 2004. كانت أيضًا زميلة أبحاث كبيرة في صندوق ليفيرهيوم (Leverhulme) (هي مؤسسة وطنية كبيرة لتقديم المنح في المملكة المتحدة) من 2006 إلى 2008، وزميلة أبحاث في مؤسسة نوفليد (Nuffield) (وهي مؤسسة خيرية تهدف إلى تحسين الرفاه الاجتماعي) من 2006 إلى 2007.
تعمل روبرتس نائبة رئيس تحرير للمجلة الدولية لعلم الأمراض القديمة. وكانت رئيسة جمعية علم الأمراض القديمة من 2011 إلى 2013. منذ عام 2010 وحتى عام 2014 خدمت كعضو في الجغرافيا والدراسات البيئة ودراسات الآثار الفرعية من أجل إطار التميز البحثي(REF 2014). في عام 2015 انتخبت كرئيسة للجمعية البريطانية لعلم الإنسان البيولوجي والآثار العظمية (فرع علم الآثار الذي يتعامل مع دراسة العظام الموجودة في المواقع الأثرية)، وستخدم في هذا المنصب لمدة ثلاث سنوات.

## الحياة الشخصية
في عام 2003، تزوجت من ستيوارت جيمس غرادنر والتي كانت عضو في معهد النساء.

## التكريم
في يوليو عام 2014، انتخبت كزميلة في الأكاديمية البريطانية، الأكاديمية البريطانية في المملكة المتحدة للعلوم المجتمعية والإنسانية.

## الأعمال المختارة
- روبرتس، شارلوت لي، فرانسيس، بينتليف، جون، ايدس. (1989). علم آثار الدفن: البحوث الحالية، والأساليب، والتطورات. أكسفورد: التقارير الأثرية البريطانية-
- هنتر، جون، روبرتس، شارلوت، مارتن، أنتوني (1996). دراسات في الجريمة: مقدمة لعلم الآثار القضائي. لندن: باتسفورد.
- روبرتس، شارلوت، مانشستر، كيث (1997). علم الآثار من المرض (النسخة الثانية المعدلة). سترود: آلان سوتون.
- روبرتس، شارلوت، كوكس، مارغريت (2003). الصحة والمرض في بريطانيا: من عصور ما قبل التاريخ إلى يومنا هذا. سترود: سوتون.
- روبرتس، شارلوت أ، بيكسترا، جين ي.(2003). علم الآثار البيولوجي لمرض السل: نظرة عالمية على مرض يبرز من جديد. غاينيسفيل: مطبعة جامعة فلوريدا.
- روبرتس، شارلوت ؛ مانشستر، كيث (2005). علم الآثار من المرض (النسخة الثالثة المعدلة) سترود: سوتون.
- روبرتس، شارلوت أ. (2009). بقايا بشرية في علم الآثار: كتيب. يورك: مجلس الآثار البريطانية.
- بيكسترا، جين ي. روبرتس، شارلوت أ، ايدس. (2012). التاريخ العالمي لعلم الأمراض القديمة: رواد وآفاق. أوكسفورد: مطبعة جامعة أكسفورد.